# نظرية الانفجار العظيم (مسلسل)
مسلسل نظرية الانفجار الكبير مسلسل فكاهي أمريكي من تأليف تشاك لور وبيل برادي، بدأ بثه يوم 24 سبتمبر 2007 وهو من إنتاج قناة سي بي إس الأمريكية .

## شخصيات المسلسل
يدور المسلسل حول زميلين في العمل يسكنان نفس الشقة الأول هو شيلدون وهو حاصل على شهادتي دكتوراه ويتصف بذكاء خارق والآخر هو ليونارد وهو أيضا حامل للدكتوراه في الفيزياء ويعانيان رهبة التحدث مع النساء والتواصل معهن، إضافة لزميلين آخرين في العمل يزورانهما باستمرار وتقيم مقابل شقتهم جارتهم بيني العاملة في مطعم ذي تشيزكيك فاكتوري.

## المواسم

### الموسم الأول
صورت أولى حلقاته في فبراير 2006 وقدمت تلك الحلقة إلى قسم الإنتاج في القناة الأمريكية لكن تم رفضه بحجة ان الممثلة التي أختيرت في المرة الأولى ليست ملائمة للدور وأسقط من برنامج مسلسلات موسم 2006-2007.
بعدها بسنة تمت الاستعانة بكيلي كوكو في طاقم المسلسل وصورت حلقة تجريبية في وجودها فتم قبولها واعتمد المسلسل لموسم 2007-2008 وبثت أولى حلقاته يوم 24 سبتمبر 2007.

### الموسم الثاني
انطلق الموسم الثاني من المسلسل في أولى أيام خريف 2008 يوم الإثنين 22 سبتمبر في حيز عرض يبدأ من الساعة الثامنة وينتهي الثامنة والنصف بتوقيت لوس أنجلوس علما أن وقت العرض يشمل الإعلانات، واستهل الموسم الثاني مشواره بنفس طاقم عمل الموسم الأول سواء من الممثلين أو الكتاب.

### الموسم الثالث
عرض الموسم الثالث ابتداء من 21 سبتمبر من عام 2009 حتى 24 مايو من عام 2010 وقد حقق هذا الموسم نسبة مشاهده عالية بلغت 14 مليون مشاهد في المتوسط، ظهرت الممثلة ميايم بياليك كضيفة شرف في هذا الموسم.

### الموسم الرابع
بعد النجاح الساحق للموسم الثالث تم تجديد المسلسل لموسم جديد وعرض ابتداء من 23 سبتمبر من عام 2010 حتى 19 مايو من عام 2011, في هذا الموسم إنضمت ميايم بياليك رسميا للمسلسل كشخصية رئيسية ضمن شخصيات المسلسل حيث لعبت دور «إيمي فرح فاولر» صديقة شيلدون كوبر .

### الموسم الخامس والسادس
قامت قناة سي بي إس بتجديد المسلسل لثلاثة مواسم بدأ عرض احدهم في خريف عام 2011 وقد حقق نسبه متابعة عالية في حلقتة الأولى تقدر ب 14 مليون مشاهد أمريكي

## الإنتاج
عُرضت الحلقة التجريبية لأول مرة في 24 سبتمبر من عام 2007. وكانت هي الإصدار التجريبي الثاني المُنتج من أجل العرض. أُنتجت نسخة تجريبية مختلفة للموسم التلفزيوني 2006-2007  ولكنها لم تُبث أبدًا. كان بناء العرض التجريبي الأصلي الذي لم يُبث مختلفًا تمامًا عن الشكل الحالي للمسلسل. كان ليونارد (جوني غاليكي) وشيلدون (جيم بارسنز) من الشخصيات الرئيسية الوحيدة التي بقيت في كلا العرضين، سُمي شيلدون على اسم شيلدون ليونارد، وهو شخصية تلفزيونية عمل كمنتج ومخرج وممثل. ظهرت شخصية صغيرة، تدعى ألثيا (فيرني واتسون جونسون) في المشهد الأول لكلا العرضين واحتُفظ به لاحقًا. تضمن العرض الأول شخصيتين رئيسيتين – الأولى هي: كاتي، «امرأة قاسية القلب، شديدة الصلابة لكنها ضعيفة من الداخل» (لعبت دورها الممثلة الكندية أماندا والش)، والثانية: غيلدا، زميلة عالمة وصديقة للشخصيات الذكورية في المسلسل (لعبت دورها الممثلة آيريس باهر). يلتقي شيلدون وليونارد مع كاتي بعد انفصالها عن حبيبها ويدعوانها لتشاركهما الشقة. كانت غيلدا مهددة بوجود كاتي. كان رد فعل الجماهير سلبيًا بالنسبة لكاتي، لكنهم أعجبوا بشيلدون وليونارد. رغم عدم وقوع الاختيار على النسخة التجريبية الأصلية، إلا أن صُنّاع العمل مُنحوا فرصةً لإعادة تجهيزها وإنتاج نسخة تجريبية ثانية. فأحضروا الممثلين المتبقين وأعادوا تجهيز العرض حتى وصل إلى صيغته النهائية. استُبدلت كاتي بشخصية بيني (كالي كوكو). لم يُطلق العرض التجريبي الأصلي بشكل رسمي أبدًا، لكنه موجود على الإنترنت. قال تشاك لور خلال تطور العرض: «لقد كتبنا العرض التجريبي للمسلسل منذ نحو عامين ونصف، وكان سيئًا، لكن كان هناك شيئان رائعان نجحا بشكلٍ ممتازٍ، وهما جوني وجيم . ثم أعدنا كتابته بشكل كامل وبعد ذلك بُورك العمل مع كالي وسيمون وكونال». وحول ما إذا كان العالم سيرى العرض التجريبي الأصلي مستقبليًا على أقراص دي في دي، قال لوري: «وأو، سيكون ذلك شيئًا مهمًا. أن تُظهر فشلك ...».
أُخرج العرضان التجريبيان الأول والثاني من نظرية الانفجار العظيم من قبل جيمس بروس، الذي لم يستمر بالعمل في المسلسل. أدى العرض الثاني المُعاد صياغته إلى إنتاج 14 حلقة من قبل سي بي إس في 14 مايو من عام 2007. وُزعت الحلقة التجريبية مجانًا على متجر آي تيونز قبل أن تُبث على سي بي إس. عُرض البرنامج لأول مرة في 24 سبتمبر 2007، واختاروه ليكون موسمًا كاملًا مؤلفًا من 22 حلقة في 19 أكتوبر .2007 صُوّر المسلسل أمام الجمهور مباشرةً، وأُنتجَ من قبل تلفزيون وارنر بروس وشركة تشاك لور للإنتاج. توقف الإنتاج في 6 نوفمبر من عام 2007، نتيجة إضراب نقابة الكُتّاب الأمريكية. وبعد ثلاثة أشهر تقريبًا، في 4 فبراير من عام 2008 استُبدل بالمسلسل مؤقتًا مسلسل كوميدي قصير، مرحبًا بكم في الكابتن. 
وقع الاختيار على المسلسل ليبدؤوا بإنتاج الموسم الثاني بعد انتهاء الإضراب، فأُعِدّ الموسم في 2008-2009، وعُرضَ لأول مرة في نفس الوقت 22 سبتمبر 2008. تلقى العرض تجديدًا لمدة عامين 2011- 2010 بسبب تقييمه العالي. وفي عام 2011، مُدّد العرض لمدة ثلاثة مواسم أخرى. جُدّد العرض مرةً أخرى في مارس من عام 2014، لمدة ثلاث سنوات أي حتى موسم 2017- 2016. وكانت المرة الثانية التي يحصل فيها المسلسل على هذا التجديد. جُدّد المسلسل لمدة موسمين إضافيين في مارس من عام 2017، ليصل المجموع إلى 12 موسم، واستمر حتى 2019- 2018. عمل العديد من الممثلين سابقًا مع بعضهم في المسلسل الكوميدي روزان. 

## الجوائز
في خريف 2009 فاز المسلسل بجائزة أفضل مسلسل كوميدي وجيم بارسونز (شيلدون) فاز بجائزة الأداء المنفرد بالكوميديا
في عام 2010 فاز المسلسل بجائزة اختيار الجمهور عن أفضل مسلسل بينما فاز جيم بارسونز بجائزة الإيمي لأفضل ممثل بدور بطولة رئيسي
في 16 كانون الأول 2011 فاز بارسونز بجائزة جولدن جلوب لفئة أفضل أداء بمسلسل كوميدي حيث قدمت له الجائزة كيلي كواكو
في أيلول 2011 حصل بارسونز على جائزة الإيمي مرة أخرى كأفضل ممثل بمسلسل كوميدي
في 13 كانون الأول 2013 فاز المسلسل بجائزة اختيار الجمهور للمرة الثانية
في 25 آب 2015 فاز جيم بارسونز بجائزة الايمي الثالثة لأفضل ممثل بمسلسل كوميدي
فاز المسلسل بعدد من الجوائز أبرزها جائزة إيمي لأفضل مسلسل كوميدي وأفضل ممثل.

## الطاقم
يقوم بأدوار المسلسل 7 ممثلين دائمين من بينهم 3 نجوم رئيسين للمسلسل وهم :
- كيلي كوكو
- جوني غاليكي
- جيم بارسونز

و ممثلان دائما الظهور في كل حلقة هما :
- سيمون هيلبرغ
- كونال نايار
- ميليسا راونش
- مايم بيالك

## روابط خارجية
- نظرية الانفجار العظيم على موقع IMDb (الإنجليزية)
- نظرية الانفجار العظيم على موقع ميتاكريتيك (الإنجليزية)
- نظرية الانفجار العظيم على موقع روتن توميتوز (الإنجليزية)
- نظرية الانفجار العظيم على موقع نتفليكس (الإنجليزية)
- نظرية الانفجار العظيم على موقع فيلمافينيتي (الإسبانية)
- نظرية الانفجار العظيم على موقع كينوبويسك (الروسية)
- نظرية الانفجار العظيم على موقع ألو سيني (الفرنسية)
- نظرية الانفجار العظيم على موقع قاعدة بيانات الفيلم (الإنجليزية)